# آلمودنا آمور
آلمودنا پارخو آمور (اسپانیایی: Almudena Parejo Amor‎؛ زاده ۳۰ مارس ۱۹۹۴) که با نام هنری آلموندِنا شناخته می‌شود، یک بازیگر اسپانیایی می‌باشد. آلمودنا در فیلم‌های رئیس خوب و مادربزرگ نقش‌آفرینی کرده‌است.

## زندگی‌نامه
پارجو آمور در ۳۰ مارس ۱۹۹۴ در مادرید،اسپانیا متولد شد. قسمتی از طایفه او از لاگارترا (تولدو) می‌رسد، روستایی که در فصول تابستان و پایان هفته‌های بسیاری را در دوره‌های جوانی‌اش در آن طی نموده‌است آمور که در برزن کانسپسیون رشد پیدا نمود، در اندازه دوره‌های تئاتری که در دبیرستان آمور در سیو داد لاینال برگزار گردید، پارجو آمور به رشته بازیگری علاقه پیدا کرد. وی بازیگرهای خودش را در کارابانچل در مدرسه بازیگری مار ناوارو تعلیم نمود. وی مدرک تبلیغات و کارشناسی ارشد طراحی را کسب کرد. وی بعد از آن وقت به عنوان مدل در رشته مدلینگ کار می‌نمود. مصمم به پیشرفت حرفه بازیگری، او در بعضی از فیلم‌های کم مدت، آگهی‌های بازرگانی و موسیقی ویدیو بازی نمود. بعد از اجرا در یک ویدیوی تیزر توسط گونزاگا مانسو با عنوان میلیون‌ها سال، او توسط مأمور دیانا اللرکر جوهر گرفته شد و در آخر نقش اصلی را در مادربزرگ پاکو پلازا کسب کرد، که نقش سوزانا، مدل جوانی اش را نقش آفرینی کرد. باید به خانه بازگردد تا از مادربزرگش محافظت نماید. وی همچنین در قسمت «فردی» به کارگردانی پلازا از مجموعه تلویزیونی مجموعه داستان‌هایی برای بیدار ماندن حضوری کوتاه داشت. نقش پیروزمند او در نقش لیلیانا (یک تازه‌کار شرکت جوان از خانواده‌ای مرفه و حیران رئیس) در فیلم رئیس خوب فرناندو لئون دی آرانوآ، کاندید جایزه گویا برای بهترین بازیگر زن نوین و کاندیدی را برای او به رهاورد آورد. جایزه فیروز برای بهترین بازیگر نقش مکمل زن.